# Апачі (округ, Аризона)
Шаблон:StateAbbr_ 35°25′26″ пн. ш. 109°26′33″ зх. д. / 35.423888888889° пн. ш. 109.4425° зх. д.
Округ Апачі (англ. Apache County) — округ (графство) у штаті Аризона. Ідентифікатор округу 04001.

## Історія
Округ утворений 1879 року.

## Демографія
За даними перепису
2000 року
загальне населення округу становило 69423 осіб, зокрема міського населення було 16601, а сільського — 52822.
Серед мешканців округу чоловіків було 34403, а жінок — 35020. В окрузі було 19971 домогосподарство, 15266 родин, які мешкали в 31621 будинках.
Середній розмір родини становив 4,04.
Віковий розподіл населення поданий у таблиці:
| Стать    | До 15 років | 15-21 | 22-29 | 30-39 | 40-49 | 50-65 | 65-85 | Понад 85 |
| -------- | ----------- | ----- | ----- | ----- | ----- | ----- | ----- | -------- |
| Чоловіки | 11267       | 4545  | 3159  | 4397  | 4190  | 4245  | 2348  | 252      |
| Жінки    | 10864       | 4180  | 3057  | 4591  | 4625  | 4562  | 2765  | 376      |

## Суміжні округи
- Сан-Хуан, Юта — північ
- Монтесума, Колорадо — північний схід
- Сан-Хуан, Нью-Мексико — схід
- Маккінлі, Нью-Мексико — схід
- Сібола, Нью-Мексико — схід
- Катрон, Нью-Мексико — схід
- Грінлі — південь
- Грем — південь
- Навахо — захід

## Виноски
1. ↑  (unspecified title) — Москва: ВИНИТИ РАН, 1964. — С. 25. — 235 с.
2. ↑  U.S. Decennial Census. United States Census Bureau. Архів оригіналу за 26 квітня 2015. Процитовано 18 травня 2014.
3. ↑  Historical Census Browser. University of Virginia Library. Архів оригіналу за 11 серпня 2012. Процитовано 18 травня 2014.
4. ↑  Population of Counties by Decennial Census: 1900 to 1990. United States Census Bureau. Архів оригіналу за 22 лютого 2015. Процитовано 18 травня 2014.
5. ↑  Census 2000 PHC-T-4. Ranking Tables for Counties: 1990 and 2000 (PDF). United States Census Bureau. Архів оригіналу (PDF) за 18 грудня 2014. Процитовано 18 травня 2014.
6. ↑  State & County QuickFacts. United States Census Bureau. Архів оригіналу за 4 грудня 2015. Процитовано 18 травня 2014. [Архівовано 2015-12-04 у Wayback Machine.](англ.) Наведено за англійською вікіпедією.
7. ↑  American FactFinder. Бюро перепису населення США. Архів оригіналу за 26 лютого 2012. Процитовано 31 січня 2008. [Архівовано 2008-05-21 у Wayback Machine.]

| США | Це незавершена стаття з географії США. Ви можете допомогти проєкту, виправивши або дописавши її. |